# Euproctis bipartita
Euproctis bipartita är en fjärilsart som beskrevs av Moore 1879. Euproctis bipartita ingår i släktet Euproctis och familjen tofsspinnare. Inga underarter finns listade i Catalogue of Life.